# 效率
效率（Efficiency）是指在適當的使用原料、能源、努力、金錢及時間的情形下，進行特定事務或產出預期成果的能力。以廣義的定義來說，效率是可以成功的把事情作好，且沒有浪費的能力。「效率本身不是目的，效率不是我們想要的，但效率可以讓我們獲得更多有價值的事物。」。在較數學或科學的用語中，效率是量測輸入用在預期任務或輸出的程度。一般會包括以最小的浪費、支出以及努力的情形下，用特定的努力來產出特定成果的能力。在不同的產業領域中，效率會指不同的輸入及輸出。
效率（Efficiency）很容易和有效果（effectiveness）混淆。大致來說，效率是可以量測的概念，可以用可用輸出除以總輸入的比例來表示。有效果是表示是否可以完成特定的成果，也可以用量化方式表示，但只需要用到加法即可。效率可以先考慮理想結果，再以理想結果的百分比來表示，例如在沒有摩擦力或其他能量損失的情形下，燃料中的能量會完全轉換為想要的功。有時也會將效率表示為非百分比的數值，例如比冲。
簡單來說，可以用二句話來區分效率和有效性「效率是以正確的方式做事，有效果是把事情做完。」。以工廠生產來說，若工人願意花更長時間工作，或是被迫長時間工作，工人可以用沒有效率的製程，完成眾多產品的生產。同樣的，工廠也可以用耗費更多能源或人力的方式生產大量的產品，雖然有效果，但沒有效率，但若能源或人力成本較競爭廠商低廉，工廠有可能會這麼做。
效率常常會表示為可用輸出和總輸入的比，用數學公式可以表示為r=P/C，其中的P是可用的輸出（產出），而C是總成本或是總輸入。這可以用在產出以及消耗品都以可以用可比較的單位量化的情形，而且消耗品是以守恆的過程轉換為產出。例如在热力学中分析热机的能量轉換效率時，P是可以輸出的功，而C是高溫端熱輸入的量。由於能量守恒定律，P一定不會大於C，因此效率r不可能超過100%（因為熱力學第二定律，效率的上限值會更低）。

## 科學及技術領域

### 物理
- 可用功輸出相對能量輸入的比例，一般會用希臘字母η表示；
  - 電效率
  - 能量轉換效率
  - 机械效率
  - 热效率，產出的功相對消耗熱能的比例
- 能源效率
  - 熱力學：
    - 能量轉換效率，量測熱力學第二定律的損失

  - 輻射效率（英语：Radiation efficiency）：天線端子輻射能量相對吸收能量的比例
  - 容積效率，針對RAF設計的內燃機
- 升阻比
- 法拉第效率（英语：Faraday efficiency），電解
- 量子效率，量測光感元件的靈敏度
- 光柵效率（英语：Grating efficiency），廣義的鏡子反射率，延伸到繞射光柵。

### 經濟
- 经济效率，避免浪費或避免不想要特質的程度
- 效率市場假說，符合理想市場的程度[8]
  - 帕累托最优，在各方面的取捨已有最佳應用，若某一項再提昇，其他項目可能就會退步的情形
  - 卡尔多改进，弱化版的帕累托最优
  - 分配效率（英语：Allocative efficiency），貨物的理想分配
  - 效率工資，因為生產力較好，付給員工高於市場的薪資
- 企業效率（英语：Business efficiency），盈餘相對於支出的比例
- 進步時代（1890-1932）的效率運動（英语：Efficiency Movement），提倡經濟、社會及政府的效率
- CP值，性能和價格的比例。

### 其他科學領域
- 計算：
  - 演算法效率，電腦程式速度以及記憶體需求的最佳化
  - 儲存效率（英语：Storage efficiency），電腦資料儲存的有效性
  - 效率因子（英语：Efficiency factor），資料傳輸通訊用語
- 效率 (統計學)（英语：Efficiency (statistics)），估測量理想程度的量測
- 材料效率（英语：Material efficiency），比較建築計劃或實體過程的材料需求
- 行政效率，評估行政機關的透明度，以及針對市民及企業的流程或程序簡化
- 光合效率（英语：Photosynthetic efficiency）

## 效率及成效
效率常常与有效性相混淆。 一般来说，效率是一个可衡量的概念，由有用产出与总有用投入的比率定量决定。 有效性是能够达到预期结果的简单概念，可以定量表示，但通常不需要比加法更复杂的数学。 效率通常可以表示为理想的预期结果的一个百分比，例如，如果没有能源损失，由于摩擦或其他原因，在这种情况下，燃料或其他投入将100% 用于产生预期的结果。 在某些情况下，效率可以用非百分比值间接量化，例如特定脉冲。
区分效率和有效性的一种常见但令人困惑的方法是这样一种说法: “效率是做正确的事情，而有效性是做正确的事情。”。 这种说法间接地强调了生产过程目标的选择与该过程的质量同等重要。 然而，在商界流行的这种说法，掩盖了更常见的“有效性”概念，这个概念会/应该产生以下助记符: “效率就是把事情做对; 有效性就是把事情做好”。 这表明，如果工人愿意或习惯于比其他公司或国家工作更长的时间或更多的体力劳动，或者如果他们可能被迫这样做，也可以通过效率低下的工序来实现有效性，例如大量生产。 同样，如果一个公司能够承担每个产品使用更多的能源，例如，如果能源价格或劳动力成本或两者都低于竞争对手，那么它可以通过低效率的工艺来实现有效性，例如大量生产。

## 在科学和技术方面

### 在物理学上
- 单位能量的有用功，机械优势大于理想机械优势，通常用希腊小写字母 η (Eta)表示:
  - 电力效率
  - 能量转换效率
  - 机械效率
  - 热效率，功与热能消耗的比率
- 有效使用能源，最大限度地提高效率的目标
  - 热力学:
    - 能量转换效率，第二定律热力学损失的测量

  - 辐射效率，天线末端吸收的辐射功率与功率之比
  - 容积效率，为皇家空军设计内燃机
- 升阻比
- 法拉第效率，电解
- 量子效率，光敏器件灵敏度的度量
- 光栅效率，是镜子反射率的一种推广，延伸到衍射光栅

### 经济学
- 提高生产力的技术
- 经济效益，避免浪费或其他不良特征的程度
- 市场效率，指一个特定的市场在多大程度上类似于一个有效市场的理想状态
  - 帕累托最优，一种不可能让一个人变得更好，而不会让其他任何人变得更糟的状态
  - 卡尔多-希克斯效率，一种不那么严格的帕累托最优
  - 配置效率，商品的最优分配
  - 效率工资，支付工人比市场价格更高的生产率
- 业务效率、收入与支出等。
- 进步时代(1890-1932)的效率运动提倡经济、社会和政府的效率

### 在其他科学领域
- 在计算机方面:
  - 演算法效率，优化计算机程序的速度和内存需求。
  - 系统设计和系统架构中的一个非功能性需求(质量标准) ，它说明给定负载的资源消耗
  - 数据通信中的效率因素
  - 存储效率，计算机数据存储的有效性
- 效率(统计学) ，评估者的期望值
- 材料效率，比较建设项目或物理过程之间的材料要求
- 行政效率，衡量公共当局的透明度，简化公民和企业的规则和程序
- 生物学:
  - 地球的总光合生产力
  - 生态效益

## 数学表达式
效率通常以有用产出与总投入的比率来衡量，这一比率可以用数学公式 r = P/C 来表示，其中 P 是每消耗 C (“成本”)资源所产生的有用产出(“产品”)的数量。 如果产品和消耗品以相容的单位量化，如果消耗品通过保守的过程转化为产品，这可能相当于一个百分比。 例如，在热力学的热机能量转换效率分析中，产品 p 可能是有用的功输出量，而消耗品 C 是高温热输入量。  由于能量守恒，P 不可能大于 C，因此效率 r 不可能大于100% (事实上，在有限温度下，效率 r 必然更低)。

## 效率低下
效率低下就是缺乏效率。 效率低下的种类包括:
- 市场失灵是指资源在不同选择之间的分配不符合消费者口味(对成本和收益的看法)的情况。 例如，一家公司在“生产”方面的成本可能是最低的，但在分配方面的效率可能是低的，因为“真实”或社会成本超过了消费者愿意为额外单位的产品支付的价格。 这是真的，例如，如果公司产生污染(也见外部成本)。 消费者希望公司和它的竞争对手减少产品的生产，提高价格，从而内部消化外部成本。
- 分配无效是指社会内部收入和财富分配的无效率。 理论上，财富边际效用的减少表明，更平等的财富分配比不平等的分配更有效率。 分配效率低下往往与经济不平等有关。
- 经济效率低下指的是“我们本可以做得更好”的情况，也就是说，以更低的成本实现我们的目标。 这是经济效率的对立面。 在后一种情况下，考虑到现有的资源和技术，没有办法做得更好。 有时，这种类型的经济效率被称为库普曼效率。[1]
- 凯恩斯主义的低效率可以定义为由于总需求不足而导致的资源(劳动力、资本货物、自然资源等)的不完全使用。 我们没有实现潜在产出，同时还面临周期性失业。 如果我们实施赤字支出或扩张性货币政策，我们可以做得更好。
- 帕累托效率低下是指一个人的生活不可能变得更好，而不会使其他人的生活变得更糟。 在实践中，这个标准很难适用于一个不断变化的世界，所以很多人强调卡尔多-希克斯效率和低效率: 如果一个人即使在补偿了那些变得更糟糕的人之后还能变得更好，不管补偿是否真的发生，那么这种情况就是低效率的。
- 生产效率低下意味着，我们可以以较低的成本生产给定的产出ーー或者可以以给定的成本生产更多的产出。 例如，效率低下的公司会有更高的运营成本，处于竞争劣势(或利润低于市场上的其他公司)。 见 Sickles 和 Zelenyuk (2019，第3章)更广泛的讨论。
- 资源市场无效率是指阻碍资源市场充分调整，导致资源被闲置或滥用的障碍。 例如，结构性失业是劳动力市场流动性障碍造成的，这种障碍使工人无法迁移到有职位空缺的地方和职业。 因此，失业工人可以与未填补的职位空缺共存。
- X- 低效率指的是生产“黑箱”中的低效率，即将投入与产出联系起来。 这种低效率说明我们可以更有效地组织人员或生产过程。 通常，“士气”或“官僚惰性”问题会导致 X 效率低下。

生产效率低下、资源市场效率低下和 X 效率低下可以用数据包络分析和类似的方法进行分析。
1. ↑  Sickles, R., and Zelenyuk, V. (2019). "Measurement of Productivity and Efficiency: Theory and Practice （页面存档备份，存于）". Cambridge: Cambridge University Press. doi:10.1017/9781139565981doi:10.1017/9781139565981.